# Canton Waldstätten
Il Canton Waldstätten (in tedesco Kanton Waldstätten) è stato un cantone della Repubblica Elvetica, istituito nel maggio-giugno 1798 e dissolto nel novembre 1801.

## Storia
Il cantone venne istituito nel maggio e giugno 1798 su iniziativa di Peter Ochs e per ordine del commissario governativo francese Jean-Jacques Rapinat. Comprendente i cantoni primitivi occupati di Uri (con la valle d'Orsera), Svitto (senza la March e gli Höfe, con Gersau), Obvaldo, Nidvaldo (con Engelberg) e Zugo, venne creato allo scopo di indebolire la forza elettorale dei cantoni ostili alla Repubblica elvetica nel parlamento elvetico. Il cantone, suddiviso nei distretti di Altdorf, Andermatt, Svitto, Arth, Einsiedeln, Sarnen, Stans e Zugo, fino all'inizio di maggio del 1799 ebbe per capoluogo Svitto, poi Zugo.
Le cariche più importanti furono distribuite equamente tra i vari cantoni, che protestarono invano contro l'unione. La struttura del cantone, che riuniva quattro dei più poveri cantoni della vecchia Confederazione, riprendeva l'organizzazione amministrativa elvetica: le principali cariche furono spesso ricoperte da esponenti della vecchia élite. Il primo prefetto nazionale fu Melchior Joseph Alois von Matt. Dopo l'insurrezione del gennaio del 1800 gli succedette Franz Josef Ignaz Trutmann.
Il nuovo cantone fu un centro dell'opposizione contro la Repubblica Elvetica, che nella regione riuscì ad affermarsi solo a tratti. Alla fine dell'estate del 1798 la richiesta delle autorità di prestare giuramento di fedeltà alla Repubblica Elvetica provocò tumulti nei distretti di Svitto e in particolare a Nidvaldo (allora distretto di Stans), dove in settembre sfociarono nel sollevamento contro l'Elvetica, represso dalle truppe francesi, chiamato "giorni del terrore nidvaldese". I reclutamenti forzati per l'esercito elvetico alla fine del 1798 furono all'origine di nuove rivolte a Svitto e Menzingen: truppe francesi ed elvetiche repressero i moti di ribellione che nell'aprile del 1799 culminarono nella cosiddetta guerra delle camicie dei pastori (Hirthemmlikrieg).
Nella seconda guerra di coalizione, scoppiata contemporaneamente, il canton Waldstätten divenne teatro bellico e fu saccheggiato dalle diverse truppe di occupazione. Le autorità elvetiche furono cacciate dopo la ritirata francese e nuovamente insediate dopo la riconquista del cantone da parte della Francia. L'azione di soccorso organizzata da Heinrich Zschokke, commissario elvetico, alleviò la miseria più grave. Dopo il terzo colpo di Stato nel novembre del 1801 i federalisti abolirono il canton Waldstätten e ripristinarono i vecchi cantoni.